# Sun Valley (Nevada)
Sun Valley – jednostka osadnicza w Stanach Zjednoczonych, w stanie Nevada, w hrabstwie Washoe.